# 女皇道基地
女皇道基地（英語：Queensway Base）是新加坡警察部隊下屬的前線部門特別行動指揮處（英語：Special Operations Command，簡稱SOC）的駐紮警察設施。該基地位於女皇道對面，前身為舊女皇鎮警察局（英語：Old Queenstown Police Station）。基地內駐有多個單位，包括：警察机动部队（Police Tactical Unit）、特工与拯救单位（簡稱STAR）、危机谈判组（Crisis Negotiation Unit，CNU）、警犬组（K-9 Unit）以及其他部分特別行動指揮處單位。